# Srđan Pecelj
Srđan Pecelj est un footballeur bosnien né le 12 mars 1975.